# زنای محصنه
زِنای مُحصنه به زنایی گفته می‌شود که یکی یا هر دو طرف، متأهل باشند؛ البته واژه «محصنه» به معنای زنِ شوهردار است (یعنی دست‌کم، زن، همسر داشته باشد).

## کیفر اسلامی سنگسار
حکم سنگسار در هیچ آیه‌ای از قرآن نیامده است اما در حدود ۹۰ روایت صحیح و غیرمستفیض (راوی حداکثر سه تن) آمده است.
بر طبق روایاتی که از پیشوایان اسلام شیعه وارد شده‌است، حد شرعی زنای محصنه به این شرح است:
- اگر زن و مرد زناکننده، جوان باشند (هنوز قوه شهوت در آنها قوّت داشته باشد)، فقط سنگسار می‌شوند.
- اگر زن و مرد زناکننده، پیر باشند (و با اینکه قوه شهوت در آنها ضعیف شده، زنا کرده‌اند)، هم صد ضربه شلاق می‌خورند و هم سنگسار می‌شوند[۴]
- البته اگر یکی از زوجین در سفر باشد و یکی از زوجین زنا کند، سنگسار نمی‌شود؛ زیرا بر پایه فقه شیعه، یکی از شرایط سنگسار کردن شخص زناکار این است که همسرش در دسترس او باشد و امکان نزدیکی وجود داشته باشد.[۵]

## حرام شدن ازدواج
طبق نظر شیعه، مردی که (دانسته یا ندانسته) با زن شوهرداری (شوهر دائمی یا موقت) زنا کند آن مرد تا ابد نمی‌تواند با آن زن ازدواج کند؛ اگرچه بعداً آن زن از شوهر خود طلاق بگیرد (خواه شوهرش به آن زن دخول کرده باشد یا نکرده باشد)

## توبه شخص زناکار
اگر زناکار پیش از ثابت شدن زنا، توبه کند؛ حد شرعی از او ساقط شده و بر او جاری نمی‌شود. اما شروط اندر شروط است. اما اگر پس از ثابت شدن زنا توبه نماید، در زمان حضور پیشوا، آن پیشوا اختیار دارد که او را ببخشد یا حدّ بر او جاری کند.
توبه در نظام کیفری، جرایم حدی و سنگین مانند زنا، محاربه و جرایمی که مجازاتی مانند اعدام و… دارد را شامل می‌شود و در تمام جرایم سنگین و سبک نیز می‌تواند مؤثر باشد.
تشخیص این موضوع که در مورد کدام مجرم و در مورد کدام جرم انجام‌شده می‌توان از توبه استفاده کرد، در حوزه اختیارات قاضی است؛ به این معنا که وقتی مجرمی برای معرفی خود به عنوان شخصی که توبه کرده‌است، مراجعه می‌کند، تشخیص پذیرفتن آن و استفاده از تخفیف‌های مزبور به نظر قاضی بستگی دارد. همچنین ماده ۱۱۴ قانون مجازات اسلامی ایران به این نکته اشاره دارد که: در جرائم موجب حد به استثنای قذف و محاربه هرگاه متهم قبل از اثبات جرم، توبه کند و ندامت و اصلاح او برای قاضی محرز شود، حد از او ساقط می‌گردد. همچنین اگر جرائم فوق غیر از قذف با اقرار ثابت شده باشد، در صورت توبه مرتکب حتی پس از اثبات جرم، دادگاه می‌تواند عفو مجرم را توسط رئیس قوه قضائیه از مقام رهبری درخواست نماید.
تبصره ۱- توبه محارب قبل از دستگیری یا تسلط بر او موجب سقوط حد است.
تبصره ۲- در زنا و لواط هرگاه جرم به عنف، اکراه یا با اغفال بزه دیده انجام گیرد، مرتکب درصورت توبه و سقوط مجازات به شرح مندرج در این ماده به حبس یا شلاق تعزیری درجه شش یا هر دو آنها محکوم می‌شود.